# Lü Buwei
Lü Buwei (ur. ok. 291 r. p.n.e., zm. 235 r. p.n.e.) – kanclerz w chińskim państwie Qin w latach 251–246 p.n.e. Wcześniej był kupcem w Yangzhai, stolicy Han. Tam poznał przyszłego władcę Qin, Zhuangxianga, przebywającego w Han jako zakładnik. Lü zaprzyjaźnił się z młodym księciem i wspomógł go potem w uzyskaniu tronu w ojczystym kraju. Po przeniesieniu się do Qin był w latach 250–247 p.n.e. doradcą króla oraz kanclerzem. Po jego śmierci przejął władzę jako regent w imieniu małoletniego Zhao Zhenga (贏政), przyszłego zjednoczyciela wszystkich ziem chińskich i pierwszego cesarza dynastii Qin. Gdy Zheng osiągnął pełnoletniość i samodzielnie przejął ster rządów, natychmiast zgładził swego opiekuna.
Tradycja właśnie Lü Buweiowi przypisuje ojcostwo Qin Shi Huanga. Kanclerz miał uwieść matkę przyszłego króla i cesarza.